# パプアガマグチヨタカ
パプアガマグチヨタカ（パプア蝦蟇口夜鷹、Podargus papuensis）は、ヨタカ目、ガマグチヨタカ科に属する鳥類の1種である。

## 分布
オーストラリア、インドネシア、パプアニューギニア。
亜熱帯や熱帯の湿性低地林に生息する。

## 形態
平均として、全長約53cm、体重約380g。
全長では最大のガマグチヨタカであり、ヨタカ目の最大種である新熱帯区のオオタチヨタカ (Nyctibius grandis) に匹敵する。オーストラリアガマグチヨタカ (Podargus strigoides) は小さいが、しばしば体重はより重くなる。
本種は、広く大きな嘴を持ち、目は赤く、眉斑は淡黄色。尾は長く、翼は暗色。雄はわずかに大きくより暗色でまだらに見える。雌はより赤褐色。

## 生態
一般のガマグチヨタカと同じく非常に大きな口を持ち、大きく口を開いて、主として大きな昆虫を食べるが、さらにトカゲ、カエル、小形の齧歯類も食べる。